# Per Madsen
Per Madsen (født 19. juni 1930 på Bornholm) er smed og var socialdemokratisk borgmester i Ishøj 1974-2000, da han byttede plads med viceborgmester Ole Bjørstorp. Trådte ud af politik ved kommunevalget i 2002.
Per Madsen var en populær borgmester i Ishøj, hvor han ved flere kommunalvalg fik over 50% af samtlige afgivne stemmer. 
Hans advarsel mod for høj procent af indvandrere i Vestegnen gjorde ham forhadt blandt tilhængerne af det multikulturelle samfund. Ishøjs befokning tæller cirka 25% indvandrere.[kilde mangler]
Efter at Helle Thorning Schmidt, som er opvokset i Ishøj, blev formand for Socialdemokratiet, er Per Madsen blevet mere populær blandt de socialdemokratiske landspolitikere.  